# 2. Kamtjatka-ekspedition
Den 2. Kamtjatka-ekspedition var en russisk forsknings- og opdagelsesrejse, som blev gennemført under ledelse af den danske marineofficer Vitus Bering mellem 1733 og 1743. Ekspeditionens deltagere udforskede Sibirien, kortlagde den russiske nordkyst og udforskede søvejene fra det østsibiriske Okhotsk til Nordamerika og Japan.
Blandt resultaterne af ekspeditionen, som blev gennemført under betragtelige strabadser, kan nævnes opdagelsen af Alaska, Aleuterne, Kommandørøerne og Beringøen, den præcise kortlægning af de nordlige og nordøstlige russiske kyster og Kurilerne, afkræftelsen af legenden om eksistensen af sagnomspundne lande i den nordlige del af Stillehavet og den etnografiske, historiske og naturvidenskabelige udforskning af Sibirien og Kamtjatka. Med det fejlslagne forsøg på at sejle rundt om den nordøstligste spids af Asien knustes det håb, som siden begyndelsen af det 16. århundrede havde levet om at udnytte Nordøstpassagen kommercielt.
Med over 3.000 direkte og indirekte deltagere var den 2. Kamtjatka-ekspedition en af de største ekspeditioner i historien. De samlede omkostninger, som blev betalt af den russiske stat, løb op i ubegribelige 1,5 mio. rubler, hvilket svarede til ca. en sjettedel af den russiske stats indkomst i 1724. Med henvisning til dens omfang og betydning kaldes ekspeditionen også for den Store nordiske ekspedition.

## Forhistorie: Videnskabelig udforskning af Sibirien og Berings første ekspedition
Indledningen af den systematiske geografiske afdækning og videnskabelige udforskning af den østlige del af Asien i det 18. århundrede skyldtes initiativer fra den russiske zar, som fra 1689 var Peter den Store (1672–1725). Under sin studietur i 1697-1698 til en række lande i Europa var han blevet inspireret til selv at etablere et videnskabernes akademi. I 1723-1724 tog denne plan konkret form. For at indhente det øvrige Europa inden for det videnskabelige område og for at bringe uddannelsen af egne fagfolk på et solidt grundlag besluttede Peter at indkalde udenlandske forskere til Rusland og skabe et russisk akademi i Sankt Petersborg.
I december 1725 blev denne institution åbnet ved en festlighed. Unge, fortrinsvis tyske, videnskabsfolk, dannede i det første tiår kernen i lærerstaben. En af deres opgaver bestod i udrustning og ledsagelse af ekspeditioner til de ukendte dele af det russiske kejserrige. Allerede i Peters levetid gennemførte den tyske læge Daniel Gottlieb Messerschmidt (1685–1735) sin rejse, som 1720-1727 gik gennem det vestlige og centrale Sibirien og indeholdt undersøgelser af geografi, mineralogi, botanik, zoologi, etnografi, filologi og tilskyndede til grundlæggelse af erhverv og handel. I dag betragtes Messerschmidts ekspedition som optakten til den økonomiske udforskning af Sibirien.
Kort før sin død i februar 1725 underskrev zaren en befaling om en yderligere stor ekspedition mod øst. Peter havde flere gange mødt med Gottfried Wilhelm Leibniz (1646–1716) og var ved deres sidste møde i Bad Pyrmont i 1716 blevet konfronteret med spørgsmålet, om der var en forbindelse over land mellem den nordøstlige spids af Asien og Nordamerika. Dette spørgsmål var særdeles relevant bl.a. i forbindelse med diskussionen om menneskehedens oprindelse. Hvis man ikke ville opgive troen på en fælles oprindelse for alle mennesker, opstod der i tilfælde af at Asien og Nordamerika ikke direkte var forbundne et spørgsmål om, hvorledes mennesket var kommet til den nye verden. For at nå til vished om eksistensen af en forbindelse over land mellem de to kontinenter sendte Peter den Store i 1719 de to russiske kartografer Ivan Mikhailovich Evreinov (1694–1724) og Fjodor Luzhin (død 1727) til den østlige udkant af sit rige. Da Evreinovs og Luzhins ekspedition for så vidt angår besvarelsen af spørgsmålet om landforbindelsen forblev resultatløs, gav Peter i 1724 ordre til en ny opdagelsesrejse, den såkaldte 1. Kamtjatka-ekspedition.
Denne ekspedition, som varede fra 1728-1730, blev ledet af den danske kaptajn Vitus Bering (1681–1741), der siden 1704 var tjenestegørende i den kejserlige russiske flåde. Med sit skib St. Gabriel, som blev bygget ved mundingen af Kamtjatkafloden, sejlede Bering i årene 1728 og 1729 to gange i nordøstlig retning og nåede til en nordlig bredde på 67 grader til et punkt, hvor kysterne ikke længere fortsatte nordpå. På grund af det dårlige vejr lykkedes det ham ingen af gangene at få det nordamerikanske fastlands kyst i sigte. Trods den nye viden om det nordøstlige Sibiriens geografi blev den af Bering efter tilbagekomsten udfærdigede ekspeditionsrapport kraftigt diskuteret. Da besvarelsen af spørgsmålet om den nøjagtige placering af Nordamerika stadig var ubesvaret, foreslog Bering selv en yderligere forskningsrejse, den 2. Kamtjatka ekspedition.

## Ekspeditionen

### Planlægning og forberedelser

#### Berings ekspeditionsplan og de to afdelinger til søs
Kernen i Berings nye ekspeditionsplan var opmålingen af den russiske nordkyst, udbygning af havnen i Okhotsk som adgangsvej til Stillehavet, undersøgelse af søvejene til Nordamerika og Japan, inddragelse af de sibiriske naturrigdomme og endelig sikring af det russiske herredømme i den østlige del af Asien. Rammebetingelserne for dette gigantiske projekt var i første omgang yderst gunstige. Den fra 1730 regerende zarina Anna Ivanovna af Rusland (1693–1740) bestræbte sig på at fortsætte det værk, som Peter den Store havde påbegyndt, og fortsætte den territoriale og økonomiske ekspansion af riget. Med Ukassen af 17. april 1732 udgik der et dekret fra zarinaen om afsendelse af en ny ekspedition, som blev fulgt af to ukasser den 2. og den 15. maj 1732 fra det russiske senat til admiralitetet om forberedelse af ekspeditionen og indsættelse af Vitus Bering som dens leder. En Ukas fra senatet af 2. juni 1732 forpligtede det russiske videnskabernes akademi i Sankt Petersborg til at udfærdige instrukser for den videnskabelige del af rejsen. Endnu en ukas fra senatet til Bering den 27. december 1732 vedrørte endelig organisationen af og opgaverne for ekspeditionen.
Til opfyldelse af målene blev ekspeditionen delt i tre grupper med hver en eller flere underordnede afdelinger. Den nordlige gruppes opgave bestod i opmåling og korttegning af Ruslands nordkyst mellem havnen i Arkhangelsk i Hvidehavet og floden Anadyr i Østsibirien. Opfyldelsen af denne opgave dannede grundlag for besvarelsen af spørgsmålet om Nordøstpassagen som forbindelse mellem Europa og Stillehavet og havde det mål at skabe et alternativ til den bekostelige landtransport i den russiske handel med Kina og finde en nordlig skibsrute til Indien. Stillehavsgruppen bestod af to afdelinger. Den første, som blev ledet af Vitus Bering selv, skulle fra Okholsk udforske Kamtjatka og derpå søge efter det legendariske "Joao-da-Gama-Land" (også kaldet "Compagniland"). Dette var opkaldt efter den portugisiske søfarer Joao da Gama, som i 1589 havde hævdet at have opdaget land nord for Japan. Fra "Joao-da-Gama-Land" skulle Berings gruppe efterfølgende trænge videre østpå til den nordamerikanske kyst. Den anden stillehavsafdeling var under ledelse af den danske kaptajn Martin Spangberg (død 1757 eller 1761), som allerede havde ledsaget Bering på den 1. Kamtjatka ekspedition, og fik til opgave at udforske søvejen fra Okholsk til Japan og Kina.

#### Den akademiske afdeling og dens opgaver
Den akademiske afdeling af ekspeditionen blev ledet af tre professorer fra det russiske videnskabernes akademi. Til udforskning af dyre- og plantelivet samt naturrigdommene i de gennemrejste områder indkaldte akademiet den württembergske naturforsker og botanikerJohann Georg Gmelin (1709–1755). Gmelin havde studeret i Tübingen og havde skrevet disputats om den kemiske sammensætning af et helsevand. På opfordring fra sin tidligere akademiske lærer Georg Bernhard Bilfinger (1693–1750) fulgte Gmelin denne i 1727 til Rusland. Der fik han i 1731 et professorat i kemi og naturhistorie.
Til gennemførelse af etnologiske og historiske studier udvalgte akademiet den tyske historiker og geograf Gerhard Friedrich Müller (1705–1783). Müller havde studeret i Rinteln og Leipzig og var ved en studiekammerats mellemkomst kommet til Sankt Petersborg i 1725. I 1730 blev han udnævnt til ekstraordinær professor og året efter til ordinær professor i historie. Fra han intensive arbejde med den russiske historie udkom 1732 det første bind af Sammlung rußischer Geschichte. På grund af hans hovmodige optræden som sekretær for kancelliet kom Müller i strid med andre medlemmer af akademiet. Derfor skyldtes hans deltagelse i ekspeditionen ikke alene ønsket om at få direkte adgang til de historiske kilder på rejsen, men også at han på den måde fik Sankt Petersborg på afstand.
Efter forslag fra astronomen Joseph Nicolas Delisle (1688–1768), som var indkaldt af Peter den Store til Sankt Petersborg, betroede videnskabernes akademi hans yngre bror Louis De l'Isle de la Croyère (1690–1741) med udførelsen af astronomisk-geografiske og fysiske målinger. Louis var i starten adjunkt i astronomi ved akademiet, men i 1727 udnævnte akademiets ledelse han til professor og sendte han på en tre år lang opmålingsrejse til Arkhangelsk og Kolahalvøen, således at han allerede inden starten på rejsen til Sibirien havde ekspeditionserfaring. Trods det hørte Croyère til de mest kontroversielle deltagere i den akademiske afdeling, da såvel Gmelin som von Müller senere tvivlede stærkt på hans færdigheder.
Deltagerne i den akademiske gruppe var som de eneste ikke under Berings kommando, men var i stedet underlagt akademiet i Sankt Petersborg. Hver enkelt professor fik præcise instrukser om det forskningsprogram, som skulle gennemfører. Instrukserne til Croyère og de landmålere, som fulgte ham, blev udformet af hans bror Joseph Nicolas. Gmelin skrev selv instrukserne vedrørende hans naturhistoriske forskningsarbejder. Uddybende instrukser fik han af anatomikeren Johann Georg Duvernoi (1691–1759), der ligesom Georg Bernhard Bilfinger var en af hans tidligere lærere i Tübingen. Duvernoi ønskede blandt andet undersøgt om menneskene i Sibirien kunne bevæge ørerne, om deres drøbler var hele, delte eller tredelte, samt om sibiriske mænd havde mælk i brysterne. Fysikeren Daniel Bernoulli (1700–1782) udformede instruktioner til Croyère og Gmelin om gennemførelse af en række fysiske målinger. Historikeren Müller lavede selv udkast til sin arbejdsplan. Hans vigtigste mål bestod i udforskning af historien bag alle de byer ekspeditionen kom igennem samt i at indsamle flest mulige sprogprøver fra de sibiriske folkeslag han kom i berøring med. Særlige instrukser fik de to malere, som tilhørte den akademiske afdeling, Johann Christian Berckhan (død 1751) og Johann Wilhelm Lürsenius (død efter 1770). Akademiet gav endvidere forskerne besked på at udforme rapporter på russisk og latin om ekspeditionens tilstand og resultater. Til brug for deres arbejde blev deltagerne i den akademiske afdeling udstyret med talrige astronomiske, geodætiske og fysiske måleinstrumenter. Den sibiriske guvernør og statholderne fik besked på at give forskerne al ønskelig støtte.

### De tre ekspeditionsgruppers rejser (1733–1743)

#### Den akademiske afdeling
Efter at de to stillehavsafdelinger under Martin Spangberg og Vitus Bering allerede i februar og april 1733 havde forladt Sankt Petersborg i østlig retning, tog den akademiske gruppe af sted den 8. August 1733. Udover de tre akademimedlemmer Gmelin, Müller og Croyère bestod gruppen af de russiske studenter Stepan Krasheninnikov, Alexei Grolanow, Luka Iwanow, Wassili Tretjakow og Fjodor Popow, studenten og oversætteren Ilja Jaontow (død 1739), geodæten Andrei Krassilnikow (1705–1773), Moisei Uschakow (død inden 1743), Nikifor Tschekin og Alexandr Iwanow (død 1738), instrumentmageren Stepan Owsjanikow (død 1738) samt malerne Johann Christian Berckhan og Johann Wilhelm Lürsenius. Til at beskytte dem blev 12 soldater, en korporal og en trommeslager udkommanderet. Over land rejste de på heste. På floderne blev der indsat lægter.
Ruten førte i første omgang den akademiske afdeling via Novgorod, Kazan, Jekaterinburg og Tjumen til Tobolsk, hvor de ankom i januar 1734. I maj skiltes Gmelin og Müller fra resten af gruppen, som blev underlagt Croyères og rejste indtil december 1734 op ad Irtysj via Semipalatinsk, Novokuznetsk til Tomsk og videre til Jenissejsk. Via Krasnojarsk og Nizjneudinsk nåede de i begyndelsen af marts 1735 til Irkutsk. Der efterlod de en del af deres oppakning og gik i gang med at undersøge området omkring Bajkalsøen. De studerede handelen i den russisk-kinesiske grænseby Kjachta i Transbajkal og besøgte bjergværkerne i Argun. Vinteren tilbragte de igen i Irkutsk. Müller arbejdede i det stedlige arkiv med gennemsyn og afskrift af dokumenter og Gmelin studerede de planter, som var indsamlet i løbet af sommeren.
Det næste rejsemål var Jakutsk, hvor deltagerne i den akademiske afdeling skulle mødes med Bering og sammen fortsætte til Kamtjatka. Efter deres afrejse fra Irkutsk rejste de to lærde først langs den tilfrosne flod Angara til Ilimsk, hvor de fejrede påske. Da Lena var fri for is i maj, fortsatte de deres rejse i både ned ad floden og nåede til Jakutsk i september 1736. Hertil var i mellemtiden ankommet næsten alle medlemmer af de to stillehavsafdelinger og Gmelin og Müller havde derfor store problemer med overhovedet at finde logi. Uheldigvis udbrød der den 8. november 1736 brand i Gmelins kvarter. I sine senere forfattede rejseerindringer beskrev han den natlige situation:
| Citat | Klokken 9 lød stormklokker, og det forlød, at der var udbrud brand. Snart efter forlød det, at huset jeg boede i var i brand. Vi skyndte os alle derhen, men alle bestræbelser var forgæves […] Hvem kunne være mere bestyrtet end jeg? da jeg pludselig så mig berøvet alle hjælpemidler til fremtidige erkendelser, frem for alt bøgerne og instrumenterne og alle mine tidligere udfærdigede artikler. | Citat |
|       | |       |

Fra det udbrændte hus kom kun nogle få bøger og Gmelins penge. Mønterne var delvis smeltet af varmen. Tabet af de botaniske skrifter ramte Gmelin særlig hård. Straks efter branden skrev han til senatet i Sankt Petersborg og bad om erstatninger for de mistede bøger og instrumenter.
Ifølge deres instrukser skulle medlemmerne af den akademiske gruppe forsætte direkte til Kamtjatka fra Jakutsk. Da de imidlertid fik at vide af Bering, at den nødvendige proviant endnu ikke var nået frem til Kamtjatka besluttede de at sende studenten Stepan Krasheninnikov i forvejen. Han fik til opgave at søge egnede kvarterer i Bolscherezk, der var det sydligste sted på halvøen, og derpå anlægge en botanisk have med lokale vilde planter for at gøre arbejdet lettere for Gmelin. Gmelin og Müller gav studenten et omfattende arbejdsprogram til udformning af Kamtjatka. Han skulle:
| Citat | Gøre en begyndelse med erkendelsen af vejret, flittigt måle ebbe og flod i Kamtjatkahavet, flittigt indsamle og beskrive det ildsprudlende bjerg og de varme lande, fisk, firbenede og tobenede, i vand og på land levende dyr, fugle, og alt hvad havet kaster af sig, alt nyt, som kunne indsamles fra Kamtschadalen, Korjaken und Kurilen, såvel angår deres livsform, klædning, gudsdyrkelse, sæder og skikke, handel og vandel samt indsamle og præcist beskrive deres fortællinger om fortiden. | Citat |
|       | |       |

Når det kom til stykket, skrev Gmelin om beslutningen i sin rejseberetning, var der allerede gået tilstrækkelig lang tid, og hverken Müller eller han havde speciel lyst til "at blive evige borgere i Sibirien".
Den 9. juli 1737 rejste Krasheninnikov sammen med ekspeditionsmedlemmerne i stillehavsafdelingen under ledelse af Vitus Bering til Okhotsk. På skibsrejsen over det Ochotskische Meer var Krasheninnikov nær druknet, da skibet Fortuna gik ned, og han mistede sit forråd og rejseoppakning. Han indrettede sig nødtørftigt i Bolscherezk, det daværende handelscentrum på Kamtjatkas vestkyst, og udforskede i de næste knap fire år dyre og plantelivet på halvøen ad fem ruter, tegnede kort og gennemførte et stort antal videnskabelige undersøgelser. I september 1740 kom lægen og naturforskeren Georg Wilhelm Steller (1709–1746) til Kamtjatka. Steller havde efter sine studier først arbejdet som lærer på August Hermann Franckes vajsenhus. Uden udsigt til en akademisk karriere i Preussen og lokket til af nyheder om den 2. Kamtjatka-ekspedition var han trådt i russisk tjeneste og i november 1734 ankommet til Sankt Petersborg. Efter at det i begyndelsen af 1735 var blevet besluttet at udvide den videnskabelige stab i ekspeditionen, rejste han efter den videnskabelige afdeling for at gennemføre botaniske studier som assistent for Gmelin.
I begyndelsen af 1739 traf han i Jenisseisk på Gmelin og Müller. De havde i mellemtiden besluttet ikke selv at rejse til Kamtjatka og sendte i stedet Steller af sted mod øst. Da han den 8. oktober 1740 endelig nåede Bolscherezk satte han sig først ved hjælp af en udførlig skriftlig rapport fra Krasheninnikov ind i dennes hidtidige arbejde. Da man i den begyndende vinter dårligt kunne gennemføre botaniske studier foretog Steller sammen med Krasheninnikov en afstikker til en nærtliggende bosættelse for de lokale itelmener, inden han i begyndelsen af 1741 brød op til en næsten to måneder lang rejse med hundeslæde i den sydlige del af halvøen. Efter at han var kommet tilbage fik han en skrivelse fra Bering, hvor han blev opfordret til at ledsage denne som læge på søekspeditionen til Nordamerika. I 1742 fik også Krasheninnikov ordre til at forlade Kamtjatka. Herefter mødtes han med Gmelin og Müller og vendte sammen med dem tiltage til Sankt Petersborg i 1743.

#### Den nordlige gruppe
Den nordlige gruppe havde til opgave at opmåle hele kysten mellem Arkhangelsk og det vi i dag kender som Beringstrædet og tegne kort over området. Grundlaget herfor var den siden det 16. århundrede diskuterede tanke om en nordøstpassage og dermed en nordlig sejlrute mellem Europa og Kina. En sådan rute gennem Ishavet ville være langt billigere for handelen mellem Rusland og Kina end den bekostelige landtransport gennem Centralasien. Peter den Store havde grebet ideen om en eftersøgning af Nordøstpassagen i sin regeringstid, og hans rådgiver Fjodor Saltikov (død 1715) havde fået til opgave at udvikle detaljerede planer for udforskning af nordkysten. De af Saltikov i 1713 og 1714 udviklede planer blev grundlag for for den nordlige gruppes ekspeditionsplan. Planerne gik ud på at bygge skibe i det indre af landet ved floderne Ob og Lena, sejle med dem ud til kysten og herfra udforske kysterne. Et skib, som blev bygget i Tobolsk ved Ob skulle sejle østpå fra flodmundingen og mødes med et skib, som blev bygget ved Lena og skulle sejle vest på. Et tredje skib, som ligeledes byggedes ved Lena fik til opgave at sejle østpå til Kamtjatka. Det var tanken at sikre forsyning og orientering for de enkelte grupper ved at bygge magasiner og signaltårne langs kystlinjen.
Opfyldelsen af disse opgaver viste sig snart at være særdeles vanskelige og bekostelige for den nordlige gruppe. Dmitri Owzyn (død 1757) måtte således igennem fire forsøg inden han med det skib, som i 1734 var blevet færdigbygget i Tobolsk, i 1737 nåede frem til mundingen af Jenisej vest fra. En gruppe under ledelse af løjtnant Vasily Pronchishchev (1702–1736) lykkedes det først i andet forsøg at komme rundt om Tajmyrhalvøen mellem Laptevhavet og Karahavet østfra. Både Pronchishchev og hans medrejsende hustru samt hovedparten af mandskabet mistede livet ved dette forehavende. Tre år senere foretog kaptajn Chariton Laptev et nyt forsøg på at komme rundt om Tajmyrhalvøen østfra. Først nåede han sammen med sit mandskab til Chatangabugten, hvor de fandt primitiv beboelse og proviant til overvintring. Da de brød op igen det følgende år blev deres skib imidlertid indesluttet og skruet ned af isen. Efter at Laptev først havde sendt en gruppe under ledelse af sin styrmand Semjon Ivanovitsj Tsjeljuskin (ca. 1700 – efter 1760) til fods af sted for at undersøge øen, brød han selv op i april 1741 ledsaget af en matros og jakutisk fører. I de følgende måneder krydsede Tsjeljuskin og Laptev Tajmyrhalvøen og opmålte deres kyster. Tsjeljuskin nåede i den forbindelse frem til dets nordligste punkt i foråret 1742, som senere blev opkaldt efter ham: Kap Tsjeljuskin. I deres senere rapporter til admiralitetet i Sankt Petersborg var de enige om, at skibsruten omkring halvøen ikke var egnet til skibsfart på grund af pakisen.
Det tredje skib under kommando af løjtnant Peter Lassenius (eller Lassinius, død 1735) skulle i 1735 bryde op fra Lena og sejle øst på. Imidlertid blev Lassenius og hans besætning allerede ved mundingen af Lena hængende i isen og forsøgte at overvintre. Da en undsætningsekspedition nåede frem i foråret 1736 var 42 af de oprindelig 52 ekspeditionsdeltagere omkommet, heriblandt Lassenius. Derpå afsendte Bering en ny gruppe under kommando af Dmitrij Laptev (død efter 1762), en fætter til Chariton Laptev, til Sibiriens nordkyst. Han trængte i 1739 i østlig retning frem til Indigirkafloden inden hans skib blev indesluttet af isen. Efter en overvintring lod Laptev mindre både bygge, for bedre at kunne manøvrere i isen og nåede på den måde i 1740 frem til mundingen af Kolymafloden. Efter at han på ny havde måttet overvintre i isen besluttede Laptev sig til sidst for at rejse videre over land til mundingen af Anadyr ved den sydlige ende af Tjuktjerhalvøen. Som resultat kunne det hermed fastslås, at de svære klimatiske betingelser ikke tillod en kommerciel udnyttelse af Nordøstpassagen. Imidlertid lykkedes det deltagerne af den nordlige gruppe at kortlægge hele den sibiriske nordkyst fra Kolahalvøen til Tjuktjerhalvøen. Den første gennemtrængning fra vest mod øst af Nordøstpassagen lykkedes derimod først i slutningen af det 19. århundrede, da den svenske polarforsker Adolf Erik Nordenskiöld trængte gennem det nordlige ishav til Beringstrædet med sit dampskib Vega i 1878-1879.

#### Stillehavsafdelingerne

##### Spangbergs rejser til Japan
Den første stillehavsafdeling under ledelse af den danske kaptajn Martin Spangberg (1698?–1761; også: Spanberg) havde til opgave at undersøge søvejen til Japan og dermed muliggøre en direkte handelskontakt mellem Japan og det russiske kejserrige. Spangberg havde siden 1720 været i den russiske flådes tjeneste, og havde allerede ledsaget Vitus Bering på den 1. Kamtjatkaekspedition mellem 1728 og 1730. I 1732 blev han udpeget som deltager på den 2. Kamtjatkaekspedition. Udover at finde en søvej var Kamtjatka til mundingen af Amur og videre til Japan havde han til opgave at lede efter landet "Jesso" (også kaldet "Jedso" eller "Jeso"), om hvilket det blev antaget, at det muligvis var direkte forbundet med Japan.
Efter sin ankomst til Okhotsk lod Spangberg mellem 1734 og 1737 to skibe bygge der. I juni 1738 løb brigantinen Erzengel Michail unter Spangbergs kommando og dobbeltchaluppen Nadeshda (russisk for "håb") under løjtnant William Walton sammen med St. Gabriel som stammede fra den 1. Kamtjatkaekspedition og var under kommando af Alexander Scheltinga ud af havnen i Okhotsk med sydlig kurs. På grund af haverier måtte Spangsberg snart sige farvel til Nadeshda og St. Gabriel og således nåede han kun frem med Erzengel Michail til øen Urup i den sydlige del af Kurilerne inden han på grund af dårligt vejr besluttede sig for at sejle tilbage. I den forbindelse stedfæstede han positionen af yderligere 31 øer i Kurilerne inden han igen nåede til Kamtjatka, hvor han overvintrede.
Efter at have bygget endnu et skib og repareret det gamle foretog Spangberg i maj 1739 et nyt forsøg. I den forbindelse blev de to skibe ramt af en storm, som førte dem fra hinanden og uafhængigt af hinanden nåede Walton og Spangberg i juni frem til den japanske hovedø Honshū. Ud for øen Aji ved Oshika-halvøen i det daværende fyrstendømme Sendai, og ved Amazu på Bōsō-halvøen, kom det til de første kontakter med japanske fiskere og senere også til udveksling af handelsvarer og gaver. Efter yderligere opdagelsesrejser vendte alle deltagerne i Stillehavsafdelingen under Spangberg i slutningen af august 1739 tilbage til Okholsk via Kamtjatka. Da Spangberg havde fuldført sin opgave med at finde og kortlægge søvejen til Japan, sendte Bering ham sammen med Walton tilbage for at aflægge rapport i Sankt Petersborg. En omfattende skildring af disse kontakter med Kapan finder man i bind tre af "Sammlung rußischer Geschichte" af Gerhard Friedrich Müller, hvis forlæg tydeligvis var Spangbergs dagbog.
I Sankt Petersborg tvivlede man på Spangbergs oplevelser, og derfor drog han i maj 1742 igen til Japan med fire skibe. Under denne rejse nåede Alexander Scheltinga østkysten af Sakhalin - øen, som han anså for det legendariske "Jesso". Spangberg selv måtte vende om med uforrettet sag, og rejse i august 1745 tilbage til Sankt Petersborg uden officielt at have fået ordre hertil, hvorfor han blev degraderet og indtil slutningen af 1747 sat under arrest.

##### Berings og Chirikovs amerikarejser
Otte år efter starten på ekspeditionen kunne Bering indlede en af de vigtigste opgaver, nemlig udforskningen af søvejen til Nordamerika. Under ledelse af den russiske skibsbygger Adrei Kusmin (død 1744) var der i 1737 ved floden Ochota nær det Ochotskischen Meer indledt bygning af to paketbåde. Bygningen af de to skibe gik langsomt da det kneb med at få byggematerialer frem og byggeriet blev også hæmmet af vanskelige vejrforhold. I sommeren 1739 kom sejldugen til Okholsk på 40 heste og begyndelsen af november 1739 var tømmerarbejdet afsluttet. I midten af 1740 blev begge skibe søsat og blev navngivet efter de to apostle Peter og Paulus. Den 6. august var byggeriet endelig afsluttet og omkring en måned senere løb de to skibe ud af Okholsk og sejlede til Bolscherezk på Kamtjatka, hvor de overvintrede.
Den 29. maj 1741 stak flagskibet St. Peter under kommando af Vitus Bering og St. Paul under kommando af Aleksey Chirikov i søen fra Petropavlovsk og satte kursen mod sydøst for at lede efter det legendariske "Joao-da-Gama-Land" (også kaldet "Compagnieland"). Louis De l'Isle de la Croyère havde på et forberedende møde i 1741 præsenteret Berings officerer for et kort, som var tegnet af hans bror, hvorpå placeringen af dette område var indtegnet. Rent faktisk dækkede "Joao-da-Gama-Land" vel over øgruppen Kurilerne, og således sejlede Bering og Chirikob frem til midten af juni sydpå uden chance for succes. Da man til sidst besluttede at ændre kursen til nord-nordøst blev de to skibe adskilt i en storm.
Den 16. juli fik mandskabet på St. Peter på 58° 14' nordlig bredde landkending – det var Alaska. Naturforskeren Georg Wilhelm Steller som var tildelt Bering skrev herom i tilbageblik:
| Citat | Ikke få fornøjelser havde man nu hvor vi var ved land, og hermed følgende stridende følelser af indbildning og om fremtidige belønninger og patetiske ord. Nogle ville straks nærme sig land og lede efter havne. Andre anså dette for yderst farligt. Men alle handlede på egen hånd og ingen stillede forslag til kommandørkaptajnen. De rådslagninger og kommissioner, som man ellers plejede at nedsætte til at behandle de mindste småting, blev undladt her i den vigtigste sag og kernen i den ti år lange Kamtjatkaekspedition, og man så intet fælles og enigt mellem os udover at vi var sammen på et fartøj | Citat |
|       | |       |

Den 20. juli på den efter profeten Elias opkaldte Eliasdag ankrede St. Peter op ved en ø ud for kysten, vore dages Kayak Island. Under den fejlagtige antagelse, at man var nået til et næs på fastlandet, blev stedet kaldt "Kap St. Elias". Mens mandskabet fyldte skibets beholdning af ferskvand op blev Steller sat i land ledsaget af kosakken Foma Lepichin. Han stødte først på et forladt ildsted og rester af et måltid og opdagede derpå en forrådskælder, hvor der var forrådsbeholdere af bark med røgede fisk, remme af plantefaser, pile og forskellige græsser og krydderurter. Under hans videre opdagelse af øen så han opstigende røg, men han mødte dog ingen mennesker. Efterfølgende indsamlede Steller planter. En fyrreskade, som hans ledlager havde nedlagt og som Steller mente allerede at have set i en bog om den nordamerikanske plante- og dyreverden, overbeviste ham til sidst om at de var nået til Nordamerika. Kaptajn Bering, som frygtede at vejret ville blive dårligere og allerede havde brugt alt for megen tid på at søge efter "Joao-da-Gama-Land", pressede allerede efter kort tid på for at komme videre. Forbitret skrev Steller senere i sin rejseberetning:
| Citat | Den tid, som her blev anvendt til undersøgelser, havde et aritmetisk forhold til forberedelserne. Forberedelserne til dette store mål varede ti år, ti timer blev brugt på selve sagen. | Citat |
|       | |       |

Om morgenen den 21. juli forlod St. Peter igen øen og sejlede i to uger langs Alaskas kyst I mellemtiden var der udbrudt skørbug. Den 30. og 31. august lod Bering skibet ankre op ved en lille øgruppe, for at tage ferskvand om bord. Der blev den første matros, Nikita Schumagin, som var død af skørbug begravet. Efter ham hedder øgruppen stadig Schumaginøerne. Her kom det i begyndelsen af september 1741 også til det første møde med de indfødte – aleuterne eller unanganerne
På tilbagerejsen kom St. Peter ud for dårligt vejr og heftige storme. Størstedelen af mandskabet og kaptajn Bering selv var meget syge af skørbug. Desuden begyndte det at knibe med vand. Den 4. november fik man land i sigte. Steller skrev:
| Citat | Hvor stor og usædvanlig glæden ved dette syn var, kan ikke beskrives. De halvdøde krøb frem for at se synet, og alle takkede hjerteligt Gud for denne store nåde. | Citat |
|       | |       |

Da to ankertov sprang den 5. november og skibet løb på et rev, var beslutningen truffet om at overvintre på kysten. I stedet for Kamtjatka, som man først troede det, var man landet på en ø over 500 km øst for fastlandet. Selv om der var rigelig mad i form af polarræve, havoddere og agerhøns døde nogle af deltagerne af skørbug, heriblandt Vitus Bering. Dagen efter hans død, den 9. december 1741, blev han begravet på den efter ham opkaldte Beringø. Med forårets komme forbedredes de strandedes situation. De havde overvintret i jordhytter. Steller lod vitaminfyldte krydderurter indgå i maden og derved blev de skørbugramte raske igen. Af resterne af St. Peter blev der tømret en ny båd sammen og Steller undersøgte i mellemtiden dyre- og planteverdenen på øen. Efter at være afsejlet i retning mod Kamtjatka den 13. august 1742 nåede han sammen med 45 overlevende besætningsmedlemmer og beskrivelserne af den senere efter ham opkaldte Stellers søko i bagagen til havnen i Petropavlovsk efter 13 dage på havet.
Chirikov var efter at de to skibe var blevet adskilt sejlet videre med St. Paul i nordøstlig retning. Han nåede Nordamerika den 15. juli 1741, en dag før Bering. Den 17. juli sendte han i nærheden af den senere by Sitka en båd med styrmanden Avram M. Dementjev og 10 mands besætning i land for at undersøge området. Da mændene efter 6 dages forløb endnu ikke var vendt tilbage sendte Chirikov sin anden båd i land med bådsmanden Sidor Saveljev og yderligere tre besætningsmedlemmer. De kom imidlertid heller ikke tilbage. Den følgende dag kom det til kontakt med nogle indfødte, der nærmede sig St. Paul i kajakker. Da Chirikov ikke havde flere både hvormed han kunne få opklaret de forsvundne besætningsmedlemmers skæbne, besluttede han sig den 27. juli til opbrud. De 15 mænds skæbne er fortsat ukendt.
Chirikovs tilbagerejse udviklede sig også til en overlevelseskamp. De friske forsyninger slap op, og det samme gjorde vandet. Den 9. september lykkedes det mændene ved et nyt møde med nogle indfødte ved Adakøen at bytte sig til drikkevand til gengæld for knive. Under resten af rejsen havde de imidlertid kun regnvand til rådighed. Chirikov selv blev så syg af skørbug, at han ikke længere kunne komme op på dækket og han måtte overgive kommandoen til styrmanden Ivan Jelagin (død 1766). Under Jelagins ledelse nåede St. Paul i oktober 1741 til sidst i havn i Petropavlovsk på Kamtjatka. Af de oprindelig 75 mand kom kun 51 tilbage. Alle officerer bortset fra Chirikov og Jelagin var døde undervejs. Den 10. oktober 1741, den dag de nåede til Kamtjatka døde også astronomen Louis De l'Isle de la Croyère af følgerne af skørbug.
En rejse året efter blev stort set resultatløs. Chirikob, som efter Berings død var blevet leder af ekspeditionen, begav sig via Okholsk til Jakutsk, for der at afvente yderligere anvisninger fra Sankt Petersborg. Hans forslag om at foretage en yderligere rejse til Nordamerika blev dog ikke godkendt af admiralitetskollegiet. I september 1743 blev den 2. Kamtjatka-ekspedition officielt erklæret for afsluttet.

### Resultaterne og deres modtagelse blandt de lærde i Europa
Et af de resultater af den 2. Kamtjatkaekspedition som hurtigt blev spredt i Europa var kortlægningen af Sibiriens nord- og nordøstkyst, Kamtjatka, Kurilerne og Kapan. I 1745 udgav videnskabernes akademi i Sankt Petersborg Atlas Rossijskoj, som indeholdt et generalkort over Rusland i målestok 1 : 8,9 mio. foruden 19 specialkort over det russiske kejserrige. Ni år senere offentliggjorde akademiet kortet Nouvelle Carte des Découvertes faites par des Vaisseaux Russiens aux côtes inconnues de l'Amérique Septentrionale avec les Pais adiacents (ca. 1 : 14 mio.), som også blev udgivet i en russisk udgave og senere blev genoptrykt adskillige gange. Med de under ekspeditionen indsamlede oplysninger var det for første gang muligt at få en forståelse af den samlede kystlinje i det russiske rige, og legendariske lande såsom "Joao-da-Gama-Land" og landet "Jesso" var manet i jorden. Drømmen om en erhvervsmæssig udnyttelse af Nordøstpassagen var også bristet.
I modsætning til offentliggørelsen af de nye geografiske oplysninger strakte udgivelsen af de øvrige ekspeditionsresultater sig over et længere tidsrum, og var præget af talrige forhindringer. Folkwart Wendland, som på baggrund af en række eksempler har fulgt informationsspredningen, tilskriver dette såvel til "akademiets til tider forsømte tilstand" som til den russiske regerings restriktive informationspolitik. Regeringen havde underlagt alle ekspeditionsdeltagere et strengt forbud mod offentliggørelser og behandlede de enkelte forskeres beretninger som hemmeligt materiale. Det kejserlige russiske videnskabsakademi skulle alene råde over de nye informationer, da disse var fremskaffet under enorme anstrengelser og blev tillagt en stor erhvervspolitisk og strategisk betydning. Af disse grunde udkom ekspeditionsdeltagernes bøger spredt over et tidsrum fra 1747 og 1793, til dels uden tilladelse, og langtfra fuldstændigt.
Mellem 1732 og 1764 offentliggjorde Gerhard Friedrich Müller sine forskningsresultater i i alt 9 bind af Sammlung rußischer Geschichte. Han havde indtil sin tilbagekomst til Sankt Petersborg i 1743 besøgt et stort antal regionale arkiver og der gennemset et utal af dokumenter. Han havde kopieret mange og havde også i mindre omfang samtidig vurderet dem videnskabeligt. I den forbindelse var han kommet i besiddelse af af papirer, som viste, at Beringstrædet længe inden Berings gennemsejling var blevet passeret af den pomor-russiske pelsjæger og -købmænd Semjon Desjnjov (1605–1673). Müller, som allerede inden sin afrejse til Sibirien havde et anspændt forhold til lederen af akademiet i Sankt Petersborg Johann Daniel Schumacher (1690–1761), arbejdede efter sin tilbagekomst under vanskelige betingelser. Schumacher og den russiske forfatter og naturvidenskabsmand Mikhail Vassiljevitj Lomonossov (1711–1765) anså Müller for at være upatriotisk og beskyldte ham for ikke at udføre sit arbejde hurtigt nok. Samtidig blev Müller overdænget med arbejde. Selv om han i 1747 forpligtede sig til at blive i Rusland i hele sin levetid, eskalerede striden i 1750 og Müller blev i et år fjernet fra listen over professorer ved akademiet. Disse arbejdsbetingelser bedredes først efter at han var blevet optaget i ledelsen af den geografiske afdeling på akademiet i 1753. På grund af hans fremragende indsats som historiker anses Müller i dag for at være fader til den sibiriske historieskrivning. Naturforskeren Karl Ernst von Baer (1792–1876) vurderede i det 19. århundrede Müllers fortjenester indenfor rammerne af den 2. Kamtjatka-ekspedition således: "Var der ikke dengang under Müllers ledelse lavet afskrifter fra alle sibiriske arkiver, var disse oplysninger for længst gået tabt"
Naturvidenskabsmanden Johann Georg Gmelin offentliggjorde botaniske resultater af sin rejse i flerbindsværket Flora Sibirica sive historia plantarum Sibiriae (i reglen kaldet Flora Sibirica). Mens han selv kunne stå for udgivelsen af første og andet bind i 1747 og 1749 overtog hans nevø Samuel Gottlieb Gmelin (1744–1774) opgaven og i 1768 og 1769 udkom tredje og fjerde bind. Femte bind, som allerede forelå som manuskript blev aldrig udgivet. I sin beskrivelse af den sibiriske planteverden omtaler Gmelin i alt 1.178 arter, som uddybes med knap 300 kobberstik efter forlæg fra ternerne Johann Christian Berckhan, Johann Wilhelm Lürsenius og Johann Cornelius Decker. Ud over denne beskrivelse og disse detaljerede tegninger af planterne skal nævnes den af Gmelin under ekspeditionen indhøstede viden om geobotanik, som har betydet at Gmelin i dag anses for en af medstifterne af plantegeografien. Ud over Flora Sibirica udgav Gmelin, der i 1749 havde accepteret en post som professor i botanik og kemi på universitetet i Tübingen, i modstrid med det som var aftalt med det russiske videnskabernes akademi, en detaljeret beretning om den akademiske gruppes rejser. Den udkom i årene 1751 og 1752 i fire bind med titlen Reise durch Sibirien, von dem Jahr 1733 bis 1743 på enken efter Abraham Vandenhoecks forlag i Göttingen. Matematikeren Leonhard Euler, som korresponderede med Gmelin, sendte fra Berlin et eksemplar af bogen til Akademiets kontor under Johann Daniel Schumacher, der så sig bekræftet i sin allerede nævnte tvivl om Gmelins troværdighed. I lærte kredse i Europa blev offentliggørelsen af Reise durch Sibirien derimod en stor succes. Set med vore dages briller ligger værdien i rejsebeskrivelsen ikke alene i mængden af etnologiske og geovidenskabelige iagttagelser, men også i informationerne om den akademiske gruppes rejsers forløb.
Stepan Krasheninnikov, som deltog i ekspeditionen som student, fik efter sin tilbagekomst et professorat ved videnskabernes akademi i Sankt Petersborg. Han fik af akademiet til opgave at fastholde sine forskningsresultater i to-bindsværket Opisanie Zemli Kamcatki (på dansk: "Beskrivelse af landet Kamtjatka"). Han nåede dog ikke at opleve offentliggørelsen i 1755, da han døde kort tid forinden. Med hvilken stor interesse ekspeditionsresultaterne blev fulgt af Europas lærde kan man se af dette værks udgivelseshistorie. Ni år efter den russiske førsteudgave kom der en forkortet engelsk oversættelse, på grundlag af hvilken der i 1766 kom en tysk udgave. Et år senere udkom der, ligeledes på grundlag den forkortede engelske udgave, en fransk udgave. Yderligere to år senere udgav den franske astronom Abbé Jean Chappe d’Auteroche (1722–1769) en ny fransk oversættelse på grundlag af den russiske original. I 1770 kom den første hollandske oversættelse af den franske udgave ved Chappe d'Auteroche. I 1786 fulgte der til sidste en anden forkortet udgave af en russisksprogede original.
Ud over Krashennikov skrev også lægen og naturforskeren Georg Wilhelm Steller en beretning om sine rejser gennem Kamtjatka. Den blev i 1774 under titlen Beschreibung von dem Lande Kamtschatka længe efter Stellers død af Johann Benedict Scherer og indeholder udover præcise geografiske og naturhistoriske beskrivelser også udførlige passager om indbyggerne på Kamtjatka. En besynderlighed ved værket udgøres af den tydelige stilling som Steller tager imod den kosakiske undertrykkelse af den lokale befolkning – itelmenerne. Denne holdning havde allerede bragt Steller faretruende tæt på en retssag om højforræderi under hans ophold på halvøen, da han i en protestskrivelse, som han sendte til Sankt Petersborg, kritiserede den russiske kommandant Vassili Chemetevskis adfærd overfor itelmenerne. Bemærkelsesværdig er imidlertid ikke blot den dengang usædvanlige respekt, som Steller udviste overfor de oprindelige indbyggeres kultur, men også hans videnskabelige metode. I modsætning til Gmelin og Müller, som medbragte et bibliotek på flere hundrede bind på rejsen, rejste Steller kun med en let oppakning. Desuden forsøgte han at tilpasse sig de kostvaner, som de folk han besøgte havde og benyttede på rejsen gennem Kamtjatka itelmenske både og hundeslæder. Hans interesse i itelmenernes naturmedicin og spørgsmålet om hvorfor de oprindelige indbyggere i modsætning til ekspeditionsdeltagerne ikke led af skørbug, reddede i sidste ende livet for Steller under hans deltagelse på Stillehavsgruppens skibsrejse under Bering. I hans efterskrift til den i 1996 udgivne optryk af Stellers Beschreibung von dem Lande Kamtschatka fremhæver den tyske etnolog Erich Kasten Stellers deltagelse i de af ham undersøgte folks liv og finder i hans forskningsvirksomhed "de første tiltag til den i dag førte debat om indfødtes viden eller "native knowledge" ved ressourcestyring i polare områder."
En særlig rolle ved modtagelsen af Stellers værker spillede den tyske naturforsker og geograf Peter Simon Pallas (1741–1811). Han blev betroet ledelsen af den af det russiske videnskabsakademi gennemførte ekspedition mellem 1768 og 1774, som førte ham fra det centrale Ural gennem Vestsibirien til den Kaspiske sænkning. Ved forberedelsen af denne ekspedition stødte Pallas på materialer fra den 2. Kamtjatka-ekspedition. I den forbindelse fandt han ud af, at en del af dokumenterne endnu ikke var blevet vurderet og offentliggjort. For at redde den viden, som var høstet under så enorme anstrengelser, fra at gå tabt, udgav Pallas i årene 1781 og 1793 i alt fire værker, her under hans Topographische und physikalische Beschreibung der Bering-Insel og den under sørejsen med Bering skrevne dagbog. Der ud over udgav han, til dels i kommenteret og bearbejdet form, yderligere arbejder af Steller i sine to tidsskrifter Stralsundisches Magazin og Neue Nordische Beyträge. Udover hans udgivervirksomhed brugte Pallas de af akademiet i Sankt Petersborg opbevarede samlingsobjekter og dokumenter fra den 2. Kamtjatka-ekspedition også i sine egne offentliggørelser, så som i Flora Rossica eller Zoographia Rosso-Asiatica. Med offentliggørelsen af den biografiske Zuverläßige Nachrichten von den letzten Schicksalen des Herrn Georg Wilhelm Steller ydede han et vigtigt bidrag til den tyske naturforskers levnedsbeskrivelse, hvis præcise dødsomstændigheder stadig giver anledning til spekulationer.
Hvad angår det samlede billede af ekspeditionens resultat når Folkwart Wendland til følgende resultat: "Resultaterne af den store nordiske ekspedition var storslåede og gør indtryk på os også i dag på grund af deres kompleksitet, offervilje og det mod, som de mange kendte og ukendte deltagere og hjælpere udviste", men han indrømmer samtidig, at "på grund af de i detaljen utilstrækkelige forberedelser, gennemførelse og inkonsekvente ledelse begik netop Berings Stillehavsgruppe store fejl, som unødigt kostede mange mennesker livet."

## Nyere forskning i den 2. Kamtjatka-ekspedition
Efter, at de russiske arkiver blev åbnet for udenlandske historikere i 1990'erne, er den videnskabelige diskussion om den 2. Kamtjatka-ekspedition blusset op igen. Sammen med forskere i det russiske videnskabernes akademi, som i dag har til huse i Moskva og Aarhus Universitet beskæftiger de Frankesche Stiftelser, som i det 18. århundrede havde nære kulturelle, religiøse og videnskabelige forbindelser til Rusland, sig intensivt med de historiske tysk-russiske videnskabsforbindelser i det 18. århundrede. I denne sammenhæng opstod bl.a. rækken af udgivelser under fællestitlen: "Quellen zur Geschichte Sibiriens und Alaskas aus russischen Archiven", hvor de Franckeske stiftelser sammen med arkivet ved det russiske videnskabernes akademi udgav hidtil ikke offentliggjorte dokumenter og manuskripter fra ekspeditionsdeltagerne i en videnskabelig form. Samtidig blev der gennemført et russisk-tysk udstillingsprojekt og der blev gennemført workshops med tyske og russiske videnskabsfolk. I 2005 gennemførtes en videnskabelig konference på et skib på den sibiriske flod Ob med titlen "300 Jahre akademische Forschung zu Jugra – von Müller bis Steinitz". Og i den forbindelse blev nogle af ekspeditionens stationer besøgt.
Mens hovedparten af de under ekspeditionen indsamlede objekter er gået tabt i tidens løb eller er blevet strøet ud over forskellige europæiske lande, ligger der fortsat mange håndskrevne dokumenter i arkivet for det russiske videnskabernes akademi og i det russiske statsarkiv for gamle dokumenter (RGADA) i Moskva. Et særligt fund blev gjort af en medarbejder fra de Franckeske Stiftelser, Wieland Hintzsche, som i 2001 opdagede en rejsedagbog af Georg Wilhelm Steller i Sankt Petersborg, som ellers mentes at være gået tabt. Det drejer sig i den forbindelse om den ca. 330 sider lange del af Stellers dagbog, som omhandler perioden mellem december 1737 og februar 1739. Udover de naturvidenskabelige observationer indeholder denne genopdagede dagbog notitser om det daglige liv på rejsen og giver nyt indblik i Stellers rejseforberedelser i Moskva.
Den russiske forsker Natascha Ochotina Lind og den danske historiker Peter Ulf Møller fandt under deres arbejde i det russiske kejserriges udenrigspolitiske arkiv i Moskva (AVPRI) hidtil ukendte breve fra Vitus Berings familie. Disse breve, og her frem for alt de informationer som vedrører hans hustru Anna Christina Bering – giver indblik i Berings hidtil ukendte privatliv. Anna Christina Bering ledsagede sin mand på den 2. Kamtjatkaekspedition til Okhotsk og korresponderede under rejsen bl.a. med sin far, Vyborger købmanden Mathias Pülse (også skrevet Pylse eller Piilse), og deres i 1721 fødte 2. søn Jonas, som gik på gymnasiet i Tallinn, mens to af hans yngre søskende deltog i ekspeditionen sammen med forældrene. Et udvalg af disse breve er i mellemtiden blevet udgivet af Lind og Møller i 2003.
En særlig interesse samler sig om personen Gerhard Friedrich Müller og hans værk. I den forbindelse skal der særlig peges på den gennemførte revurdering af ekspeditionens etnologiske aspekter. På baggrund af en undersøgelse af de i 1740 nedskrevne instruktioner fra Müller til
Johann Eberhard Fischer (1697–1771) kunne Gudrun Bucher godtgøre, at starten på den videnskabelige etnologi, som hidtil i almindelighed er tidsfæstet til arbejderne af August Ludwig von Schlözer (1735–1809) til 2. halvdel af det 18. århundrede må rykkes tilbage og tilskrives Müller. Müller havde på grund af dårligt helbred i slutningen af 1737 ansøgt akademiet i Sankt Petersborg om at blive fritaget for at deltage i ekspeditionen. Herefter blev rektoren på Sankt Petersborgs akademiske gymnasium Johann Eberhart Fischer sendt til Sibirien udstyret med omfangsrige instrukser fra Müller. Den sidste del af disse instrukser er den mest omfangsrige med 923 enkeltpunkter, og den drejser sig om de etnologiske studier, som Fischer skulle udføre. Hvis man følger Bucher må dette detaljerede forskningsprogram – som Fischer langtfra udførte – til beskrivelse af de sibiriske folk og deres sprog i dag anses som begyndelsen på den moderne etnologi.

## Eksterne kilder
En af de største samlinger af videnskabshistorisk vigtige skrifter og kort om opdagelsen og kortlæggelsen af det nordasiatiske område i det 18. århundrede findes på det Nedersaksiske stats- og universitetsbiblioteket i Göttingen (SUB Göttingen). En del af disse materialer, som ved mellemkomst af den tidligere student fra Göttinger Baron Georg Thomas von Asch (1729–1807) og forskeren August Ludwig von Schlözer (1735–1809) kom til Tyskland blev i årene 2001 og 2002 digitaliseret indenfor rammerne af det af Deutsche Forschungsgemeinschaft støttede projekt til digitalisering af sjældne bøger, kort og manuskripter om udforskningen af Sibirien fra Asch-samlingen og er tilgængeligt online.
Digitaliseringer fra samlingen ”Sibirica” (udvalg)
- Gerhard Friedrich Müller: Sammlung rußischer Geschichte, 9 Bände, Sankt Petersburg 1732–1764 (senere fortsat af Ewers og von Engelhardt), online fra Digitalisierungszentrum der SUB Göttingen (indeholdt som bind 3: Nachrichten von Seereisen, und zur See gemachten Entdeckungen, die von Rußland aus längst den Küsten des Eißmeeres und auf dem Ostlichen Weltmeere gegen Japon und Amerika geschehen sind, Sankt Petersburg 1758).
- Johann Georg Gmelin: Flora Sibirica sive historia plantarum Sibiriae, 4 Bände, Petropoli 1747–1769, online fra Digitalisierungszentrum der SUB Göttingen.
- Johann Georg Gmelin: Leben Herrn Georg Wilhelm Stellers, Frankfurt 1748, online fra Digitalisierungszentrum der SUB Göttingen.
- Johann Georg Gmelin: Reise durch Sibirien, von dem Jahr 1733 bis 1743, 4 Bände, Göttingen 1751–1752, online fra Digitalisierungszentrum der SUB Göttingen.
- Stepan Petrowitsch Krascheninnikow: Opisanie Zemli Kamcatki, 2 Bände, Sankt Petersburg 1755, online fra Digitalisierungszentrum der SUB Göttingen.
- Georg Wilhelm Steller: Beschreibung von dem Lande Kamtschatka, dessen Einwohnern, deren Sitten, Nahmen, Lebensart und verschiedenen Gewohnheiten, hrsg. von Johann Benedict Scherer, Frankfurt a. M. [u.a.] 1774, online fra Digitalisierungszentrum der SUB Göttingen.